# Arrondissement Colmar
Arrondissement Colmar (fr. Arrondissement de Colmar) byla správní územní jednotka ležící v departementu Haut-Rhin a regionu Alsasko ve Francii. Členila se dále na 6 kantonů a 62 obcí. K 1. lednu 2015 byl sloučen s arrondissementem Ribeauvillé do nově vzniklého arrondissementu Colmar-Ribeauvillé.

## Kantony
- Andolsheim
- Colmar-Nord
- Colmar-Sud
- Munster
- Neuf-Brisach
- Wintzenheim